# Kirka
Kirka (starogrško starogrško Κίρκη: Kírkē) je bila v grški mitologiji hči titana Heliosa in nimfe Perse.
Kirka je v mitologiji božanska čarovnica, ki so jo bogovi zaradi razžalitve obsodili na večno izgnanstvo na otok Ajaja. Tam je živela v samoti in je v svinje spreminjala mornarje, ki so se nepremišljeno ustavili na otoku. V mladosti se je Kirka zaljubila v preprostega ribiča, smrtnika Glavka, ki ga je s pomočjo čarobne rastline spremenila v boga. Glavk pa se je namesta vanjo, zaljubil v nimfo Skilo. Zaradi razočaranja je s pomočjo iste rastline začarala Skilo in jo spremenila v strašno pošast. Skila se je nato naselila v morsko ožino, kjer sta skupaj s Karibdo, strašnim vrtincem, prežali na ladje in žrli mornarje, ki so si drznili zapluti v njune vode.

## Kirka in Argonavti
Kirka igra pomembno vlogo pri pobegu Jazona in Argonavtov iz Kolhide, kjer so Kirkinemu bratu, Ajetu, ukradli zlato runo. Jazon je runo ukradel s pomočjo zvijače, pri tem pa mu je pomagala Ajetova hči in Kirkina nečakinja, Medeja. Med begom so ubili Ajetovega sina in Medejinega brata Apsirta. Nato so se zatekli na Ajajo, kjer jim je Kirka, ki za njihov greh ni vedela, pomagala z obredom očiščenja. S tem si je nakopala večno sovraštvo Ajeta.

## Kirka in Odisej
Na poti iz Troje se je na Ajaji ustavil tudi Odisej. Kirka je njegove mornarje spremenila v svinje, kasneje pa jo je Odisej prepričal, da jih je spremenila nazaj v ljudi. Odisej je postal njen ljubimec in je na otoku preživel eno leto, po njegovem odhodu pa je Kirka rodila njegovega sina, Telegona.  